# Acanthostichus fuscipennis
Acanthostichus fuscipennis é uma espécie de inseto do gênero Acanthostichus, pertencente à família Formicidae.